# 슈퍼스트링

## 작품소개
연재 시작일을 기준으로 소개.
| 연도 | 제목                             | 작가          | 연재처      | 연재현황 | 비고            |
| ---- | -------------------------------- | ------------- | ----------- | -------- | --------------- |
| 2011 | 웨스트우드 비브라토              | 윤인환/김선희 | 네이버 웹툰 | 완결     |                 |
| 2012 | 나의 밤은 당신의 낮보다 아름답다 | 한동우/병수씨 | 다음 웹툰   | 완결     |                 |
| 2014 | 심연의 하늘 시즌 1~3             | 윤인완/김선희 | 네이버 웹툰 | 완결     |                 |
| 2014 | 프린스의 왕자                    | 재아/SE       | 네이버 웹툰 | 완결     |                 |
| 2015 | 버닝헬                           | 윤인완/양경일 | 네이버 웹툰 | 완결     |                 |
| 2015 | 프린스의 왕자-카페 드 쇼콜라-    | 재아/SE       | 네이버 웹툰 | 완결     |                 |
| 2016 | 테러맨                           | 한동우/고진호 | 네이버 웹툰 | 완결     |                 |
| 2016 | 부활남                           | 채용택/김재한 | 네이버 웹툰 | 완결     |                 |
| 2016 | 아일랜드 1부                     | 윤인완/양경일 | 네이버 웹툰 | 완결     | 드라마 아일랜드 |
| 2016 | 심연의 하늘 시즌4                | 윤인완/김선희 | 네이버 웹툰 | 완결     |                 |
| 2016 | 아일랜드 2부                     | 윤인완/양경일 | 네이버 웹툰 | 완결     |                 |
| 2017 | 심연의 하늘 시즌5                | 윤인완/김선희 | 네이버 웹툰 | 완결     |                 |
| 2017 | 신암행어사                       | 윤인완/양경일 | 네이버 웹툰 | 완결     |                 |
| 2017 | 신석기녀                         | 재아/한가람   | 네이버 웹툰 | 완결     |                 |
| 2019 | 캉타우                           |               | 네이버웹툰  |          |                 |
| 2019 | 하우스키퍼                       | 채용택/유현   | 네이버웹툰  | 연재중   |                 |
| 2020 | 호러전파상                       | 봄소희/김선희 | 네이버웹툰  | 연재중   |                 |
| 2020 | 한림체육관                       | 혜성/이석재   | 네이버웹툰  | 연재중   | 블루스트링      |
| 2020 | 테러대부활                       | 한동우/고진호 | 네이버웹툰  | 연재중   |                 |
| 2020 | 정글쥬스                         | 형은/쥬더     | 네이버웹툰  | 연재중   |                 |
| 2021 | 더 퀸즈                          | 청민/이수현   | 네이버웹툰  | 예정     |                 |
| 예정 | 파락호                           |               | 네이버웹툰  |          |                 |
| 예정 | 재난준비위원회                   |               | 네이버웹툰  |          |                 |
| 예정 | 슈퍼스트링                       |               | 네이버웹툰  |          | 본편            |

## 설정

### 배경
슈퍼스트링의 배경은 크게 세 가지로 나뉜다.
1. 멀티버스, 인류이주 계획: 어느날, 원인불명의 사건으로 인해 목성이 내행성 궤도로 다가오는 사태가 벌어진다. 화성은 목성궤도의 영항을 받아 섭씨 800도의 행성이 되어버리고 달은 목성의 중력에 빨려들어가 파괴되어 버린다. 지구 역시 곧 섭씨 400도의 행성이 될 것이고 모든 인류는 지구 멸망을 눈앞에 두게 된다.
2. 멀티버스를 건너온 자들: 현재의 과학력으로 행성 간의 이주는 불가능하다. 그렇다면 인류는 어떻게 생존할 것인가. 이에 대한그룹의 회장 원미호는 세계 입자 물리 연구소 '화이트타워'와 함께 '차원의 문'을 열어 새로운 지구에 인류를 이주시킬 계획을 세운다. '화이트 타워'는 끈이 진동함으로써 만물이 생성된다는 초끈이론을 이용하여 마침내 '차원의 문-멀티버스'를 만들게 된다.
3. 대립되는 이념: 그러나 멀티버스의 개문은 인류에게 더 큰 재앙을 안겨주게 된다. '쾌타천'이라 불리는 차원의 요괴들이 현대로 넘어오게 된 것이다. 하지만 멀티버스를 통해 넘어온 것은 요괴들만이 아니었다. 요괴들을 따라 다른 세계의 영웅들도 함께 넘어오게 된 것이다. 원미호는 이 영웅들을 설득해서 지구의 영웅들과 함께 '슈퍼스트링 팀'을 만들어 인류를 구할 계획을 세운다.

### 타임라인
다음은 슈퍼스트링의 공식 타임라인순 웹툰 목록이다.
- 신석기녀 (기원전 8000년) → (2010년대)
- 신암행어사 (X차원)
- 버닝헬 (1810년대)
- 파락호 (1850년대 (연재예정))
- 하우스키퍼 (1970년대)
- 웨스트우드 비브라토 (2010년대)
- 테러맨 (2010년대)
- 호러전파상 (2010년대)
- 아일랜드 (2010년대)
- 나의 밤은 당신의 낮보다 아름답다 (2010년대)
- 부활남/프린스의 왕자 (2020년대)
- 캉타우 (2020년대)
- 심연의 하늘 (2020년대)

## 등장인물[1]
- 민정우《테러맨 시즌1》
- 레드스완《테러맨 시즌2》
- 원미호《아일랜드》
- 반《아일랜드》
- 하시우 《나의 밤은 당신의 낮보다 아름답다》
- 신혜율 《심연의 하늘》
- 강숙희《신석기녀》
- 산도《신암행어사》
- 석환《부활남》
- 원효 《신암행어사》
- 쥬《버닝헬》
- 카우카 《캉타우》
- 코넬리아《웨스트우드 비브라토》
- 캉타우《캉타우》
- 하스티《하우스키퍼》
- 쿠쿠《웨스트우드 비브라토》
- 야크《호러전파상》
- 파락호《파락호》
- 전영하《한림체육관》
- 강수찬《정글쥬스》